# Chondracanthus polymixiae
Chondracanthus polymixiae – gatunek widłonoga z rodziny Chondracanthidae. Nazwa naukowa tego gatunku skorupiaków została opublikowana w 1939 roku przez japońskiego zoologa-parazytologa Satyu Yamaguti.